# Zimmern ob Rottweil
Zimmern ob Rottweil es un municipio alemán perteneciente al distrito de Rottweil en el estado federado de Baden-Wurtemberg. Barrios son Flözlingen, Horgen y Stetten. En total, el municipio tiene unos 6.000 habitantes. Está ubicado en el este de la Selva Negra en un altiplano por encima del río Neckar cerca de Rottweil.